# Pavle Branović
Pavle Branović (Servisch: Павле Брановић, Grieks: Παῦλος) (Stari Ras, ca. 870 - 921) was de zoon van Bran, de broer van Prvoslav. Pavle regeerde als Servisch grootžupan van ongeveer 917 tot 921 en was aanvankelijk een vazal van de Bulgaarse tsaar. Hij vertrouwde de Byzantijnse favoriet Zaharija Prvoslavljević toe aan de Bulgaren. Toen Pavle Branović zich van Bulgarije naar Byzantium keerde, werd hij door Bulgarije omvergeworpen, en in zijn plaats werd Zaharija Prvoslavljević aangesteld.